# 范村东阁
范村东阁是一处古建筑，位于山西省晋中市太谷区范村镇范村，建于明代。
2021年8月4日，范村东阁公布为第六批山西省文物保护单位。